# روبرت وايت (سياسي)
روبرت وايت (بالإنجليزية: Robert White)‏ هو محامي وسياسي أمريكي، ولد في 28 مايو 1876 في رومني في الولايات المتحدة، وتوفي بنفس المكان في 15 أغسطس 1935. حزبياً، نشط في الحزب الديمقراطي. وقد انتخب عضو مجلس ولاية فيرجينيا الغربية عن دائرة مقاطعة هامبشاير (1930 – 1934).